# Oud Rijsenburg
Oud Rijsenburg is een buurtschap in de gemeente Utrechtse Heuvelrug en is gelegen aan het eind van de Rijsenburgselaan in Driebergen-Rijsenburg bij de splitsing met de Langbroekerdijk. Oud Rijsenburg is vernoemd naar het voormalige Kasteel Rijsenburg aldaar dat rond 1800 is gesloopt.
Dorpen: Amerongen · Doorn · Driebergen-Rijsenburg · Leersum · Maarn · Maarsbergen · Overberg

Buurtschappen: Beerschoten · Boswijk · Breedeveen · Darthuizen · De Groep (deels) · Haagje · Haspel · Oud Rijsenburg · Palmstad · Sterkenburg · Valkenheide

Provincie Utrecht · Plaatsen in de provincie